# Klasse (rollenspel)
In een rollenspel wordt de klasse waartoe een personage behoort aangeduid met de Engelse term character class. Het bestaat uit een korte omschrijving van een personage en heeft meestal de vorm van een beroep of soortgelijke classificatie: bard, krijger, magiër, enz.
In veel rollenspellen behoort elk personage tot een klasse, wat voor een groot deel zijn of haar vaardigheden, voor- en nadelen, speciale krachten, enz.  bepaalt. Tijdens het verzinnen van het personage, kiest de speler tot welke klasse het personage behoort, meestal uit een lijst met mogelijke keuzes die door het spel gegeven wordt. Rollenspellen die klassen gebruiken, hanteren meestal ook levels om aan te geven hoe ver gevorderd een personage is in zijn of haar klasse: iemand is dan bijvoorbeeld een "vijfde level dief" of een "eerste level druïde".
Veel moderne rollenspellen gebruiken bewust het concept van klassen en levels niet, omdat deze spelers dwingen zich te voegen naar de regels van die klassen. Spellen die geen klassen kennen laten op deze manier de spelers vrijer om personages te maken zoals de spelers die willen hebben.

## Standaardklassen
Hoewel er in principe een oneindig aantal klassen mogelijk zijn (en bijvoorbeeld Warhammer Fantasy Roleplay er honderden heeft), zijn er een aantal klassen die als "standaard" beschouwd kunnen worden — dit vooral omdat ze voortkomen uit het oer-rollenspel, Dungeons & Dragons. Deze klassen worden meestal bij hun Engelse namen genoemd: cleric, fighter, mage en thief.

### Cleric
De Cleric, of priester, is een dienaar van de goden van de spelwereld. Hierdoor kunnen ze de macht van hun god aanroepen om wonderen te verrichten (wat zich in het spel meestal uit als toverspreuken), maar ze moeten zich natuurlijk ook aan de geboden van hun godsdienst houden, anders worden deze speciale krachten hen ontzegd.

### Fighter
Fighters, of in het Nederlands "krijgers", zijn (zoals de naam aangeeft) vooral gericht op vechten. Ze kunnen het beste van alle klassen omgaan met wapens en harnassen, en hun andere vaardigheden zijn ook voornamelijk bedoeld om tijdens gevechten van pas te komen.

### Mage
De Mage is een tovenaar of magiër, die natuurlijk magie kan gebruiken en daarmee allerlei dingen kan doen die voor de andere klassen onmogelijk zijn. Het nadeel is over het algemeen dat magiërs geen harnassen mogen dragen, en daarnaast nog eens fysiek zwak zijn.

### Thief
De Thief, of dief (eerder Rogue geheten), is een klasse die niet alleen goed is in stelen, maar ook in rondsluipen, (af)luisteren, sloten openmaken, en soortgelijke activiteiten die kunnen helpen bij het plegen van misdrijven. Ook hebben dieven meestal de mogelijkheid om tegenstanders onverwachts aan te vallen en daarmee meer schade toe te brengen dan met een gewone aanval.